# Dólar canadiense
El dólar canadiense (en inglés: Canadian dollar, en francés: Dollar canadien o simplemente dollar) es la unidad monetaria oficial de Canadá. Se subdivide en 100 cents (centavos). Su código ISO 4217 es CAD. El dólar ha estado en vigor durante gran parte de la historia de Canadá.

## Historia
Canadá decidió usar el dólar en lugar de la libra esterlina británica a causa de la difusión del llamado dólar español o peso en Norteamérica durante el siglo XVIII y principios del XIX, y a causa de la generalización del dólar estadounidense. La región que corresponde al actual Quebec, en particular, favoreció el uso del dólar (el Banco de Montreal emitió billetes de dólares en 1817), mientras que las colonias atlánticas, que tenían unos vínculos más fuertes con el Reino Unido, no eran tan partidarias. La provincia de Canadá declaró que todas las cuentas se harían en dólares el 1 de julio de 1858, y ordenaron la emisión de los primeros dólares canadienses oficiales ese mismo año. Las colonias, que al cabo de poco tiempo se unirían en la Confederación Canadiense, adoptaron progresivamente un sistema decimal en los años siguientes.
Finalmente, el gobierno aprobó la Uniform Currency Act (ley de unificación monetaria) en abril de 1871, que sustituía las monedas de las diversas provincias por un dólar canadiense común a todas. El patrón oro fue abolido definitivamente el 10 de abril de 1933.

## La moneda canadiense
Los canadienses usan monedas y billetes con una denominación similar a la de los Estados Unidos. De hecho, históricamente, los tamaños de las monedas inferiores a 50 cents son casi idénticos a los de las monedas estadounidenses, debido al hecho de que los dos países usaban el dólar español como base (la pequeña diferencia de tamaño en los valores de 10 y 25 cents —las monedas canadienses son un poco más pequeñas que las estadounidenses— se debe a que antiguamente las monedas canadienses se acuñaban en plata de 92,5 p. 100 de pureza, y las estadounidenses en plata de 90,0 p. 100).
Las monedas canadienses (de 1, 5, 10 y 25 cents, 1 y 2 dólares) son emitidas por la Real Casa de la Moneda Canadiense (Royal Canadian Mint, Monnaie Royale Canadienne) y se acuñan en Winnipeg. Los billetes (de 5, 10, 20, 50, 100 y 1000 dólares) los emite el Banco de Canadá (Bank of Canada, Banque du Canada) y se producen en Ottawa. Tanto las monedas como los billetes llevan las inscripciones en las dos lenguas oficiales de Canadá: el inglés y el francés.
Las monedas de 1 $ coloquialmente se llaman loonies, del nombre inglés (common loon) de colimbo grande (un pájaro acuático de nombre científico Gavia immer) que figura en el reverso, y este nombre se usa a menudo para referirse también a la unidad monetaria en general; en francés dicen huard con el mismo sentido, o tradicionalmente piastre. Las monedas de 2 $, la cual figura un oso polar, por analogía se llaman twonies (o toonies).

## Nuevas emisiones
Con el fin de hacer más económica la impresión, y más difícil de falsificar sus emisiones de circulante, el Banco central decidió en el año 2011 emitir todos sus billetes en polímeros biorresistentes, para reemplazar el papel moneda tradicionalmente utilizado; que es de algodón; y es muy costoso en comparación al nuevo material.
Se debe tener en cuenta que los billetes de emisiones anteriores serán retirados paulatinamente, en favor de la nueva emisión, y permanecerán vigentes hasta nueva orden.